# Oberpostdirektion (City Nord)

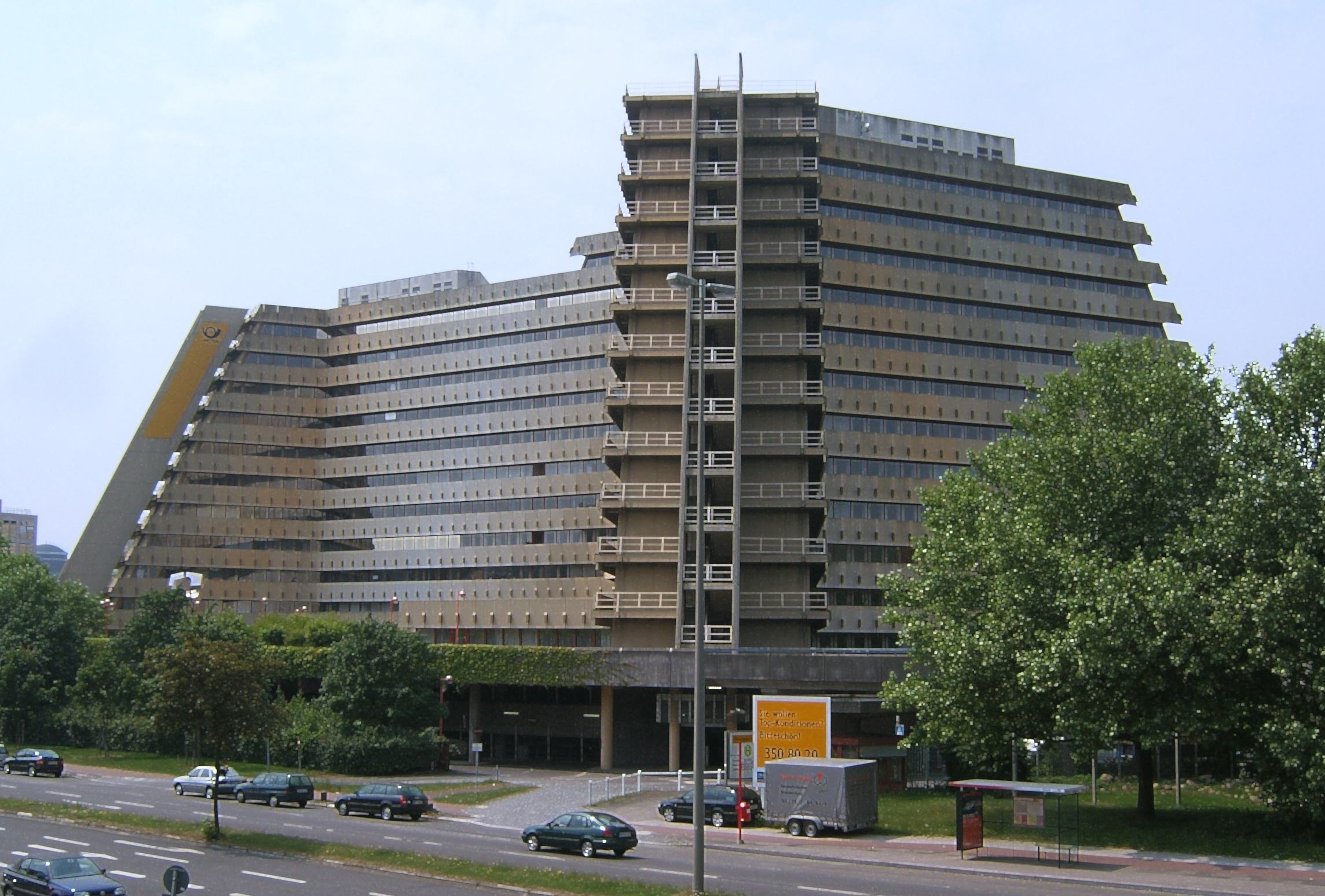
Ansicht von Nordosten im Jahr 2006, links noch mit Postlogo

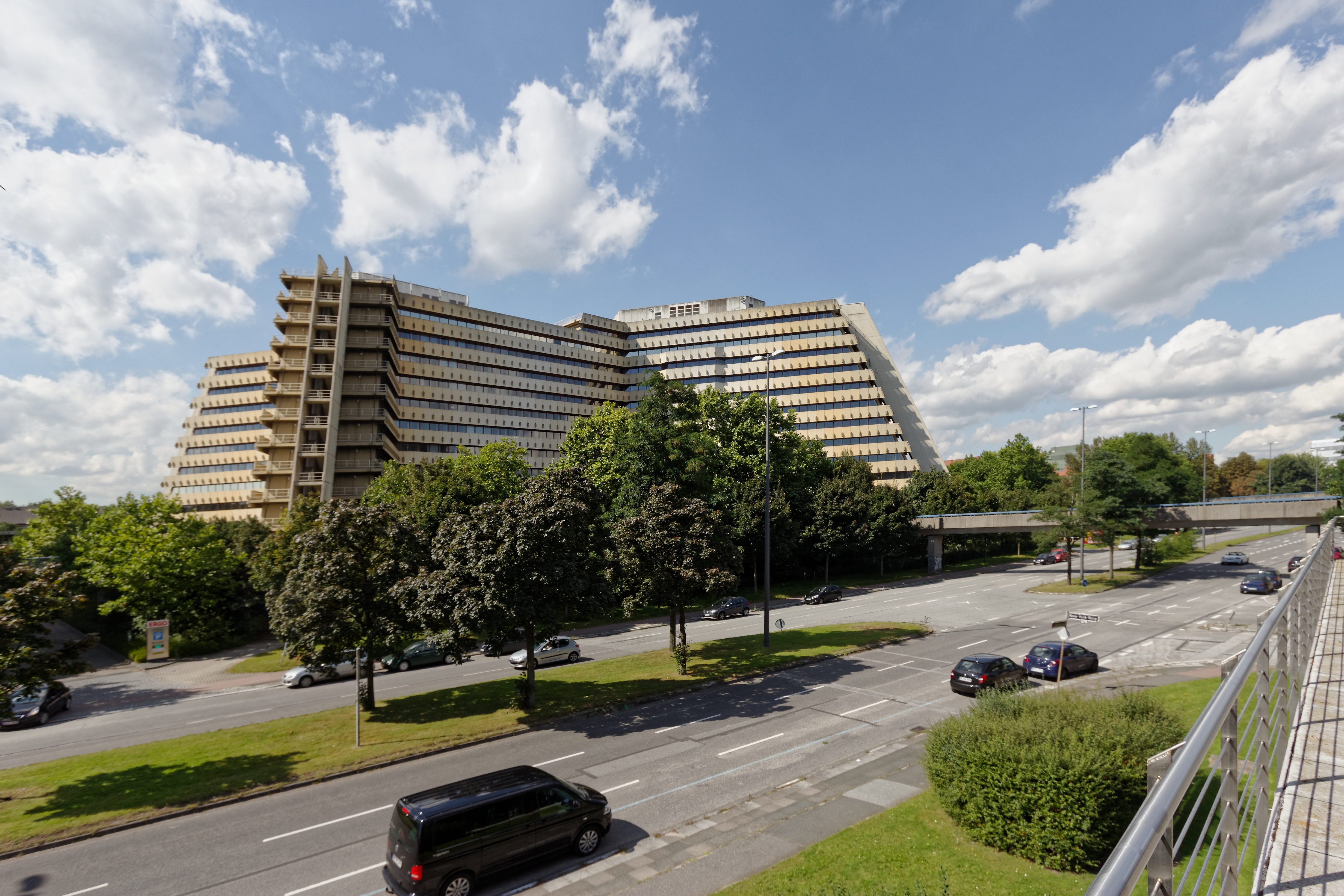
Ansicht von Südosten mit Überseering im Vordergrund

Die Oberpostdirektion City Nord oder Postpyramide war ein 1977 errichteter Gebäudekomplex in Hamburg. Er gilt als ein klassischer Vertreter der Architektur des Brutalismus und gehörte zum denkmalgeschützten Ensemble der City Nord. Zuletzt war der Bau weitgehend ungenutzt und wurde ab März 2017 für den Abriss vorbereitet, der im August 2017 begonnen und 2018 abgeschlossen wurde.

## Bau und Architektur
Die Oberpostdirektion Hamburg war jahrzehntelang in der heute sogenannten Alten Oberpostdirektion am Stephansplatz untergebracht, dieses Gebäude reichte jedoch seit den 1950er-Jahren für die Unterbringung des vorhandenen Personals nicht mehr aus. Im Zuge des Aufbaus der City Nord plante dann auch die Oberpostdirektion Hamburg dort den Neubau eines zeitgemäßen Verwaltungsgebäudes. Von den in einem Architektenwettbewerb eingereichten Entwürfen konnte „keiner ganz überzeugen“, so dass nur zwei 2. Preise vergeben wurden. Nach deren erneuter Überarbeitung erhielt das gemeinsame Konzept der Architekten Gerhard Weber und Georg Küttinger im März 1970 den Zuschlag.
Der Bau begann am 2. Juli 1974, das Richtfest war im April 1976, und der Einzug der Postmitarbeiter begann im Juli 1977. Das Gebäude war wegen „seiner Größe und Form eine der markantesten Erscheinungen in der City Nord“, es hatte eine größte Ausdehnung von 170 m, war damit 15 m länger als das bekannte HEW-Haus und das drittlängste Gebäude in der City Nord. Mit zwölf Geschossen und einer Höhe von 52 m war es das zweithöchste Gebäude dort. Aus Rücksicht auf die westlich liegende Wohnbebauung sollte das Gebäude im oberen Teil abgetreppt werden. Diese Vorgaben wurden dann für alle oberirdischen Stockwerke umgesetzt, wodurch das Gebäude die Silhouette einer halb fertigen Pyramide erhielt. Die Außengestaltung blieb sachlich, beherrschend waren glatte Betonfertigteile, umlaufende Fluchtbalkone mit Gitterrosten und braun getönte Aluminiumfenster. Um den Bau als Postgebäude kenntlich zu machen, gestaltete Friedrich-Ernst von Garnier die Fassade mit Gelbtönen unterschiedlicher Schattierungen.
Die Grundstruktur des Gebäudes bestand aus drei dreieckigen Erschließungskernen für Aufzüge, Versorgung und Treppenhäuser, die durch abgewinkelte Scheibenhochhäuser verbunden waren, in denen sich die eigentlichen Arbeitsräume für geplant maximal 1300 Personen befanden. Der Eingangsbereich lag auf der Fußgängerebene der City Nord ungefähr 5,5 m über Straßenniveau. Unter dem Straßenniveau hatte das Gebäude noch fünf Tiefgeschosse mit einer Tiefgarage für 900 Fahrzeuge, Haustechnik und 1200 m² Schutzräume für die Mitarbeiter. Die Haustechnik war komplex und komfortabel gestaltet worden, eine aufwändige Lüftungs- und Klimaanlage war vorhanden, ebenso Räume für ein Rechenzentrum, eine Kantine und eine Großküche.

## Nutzung
In der Postpyramide arbeiteten zeitweise über 1400 Post-Mitarbeiter, ab den 2010er Jahren nur noch etwa 150. Das Gebäude war im Laufe der Jahre durch Umstrukturierungen und Einsparungen bei der Deutschen Post AG für diese zu groß geworden, daher entstanden dort Überlegungen, sich von dem Gebäude zu trennen. Im Jahr 2003 führte das Architekturbüro Bernd Leusmann eine Studie durch, die die Bausubstanz als erhaltenswert und die Grundstruktur als modernen Standards entsprechend erachtet. Die Studie zeigte Möglichkeiten für eine umfangreiche Neugestaltung auf. In den Folgejahren fand sich jedoch kein Nutzungsinteressent. In der Folge verkaufte die Deutsche Post AG das Gebäude 2006 an die Benino Investments Ltd. und mietete zunächst Teile für den eigenen Bedarf zurück.
2011 wurde die Anlage wegen Brandschutz-Mängeln geräumt, die verbliebenen Postmitarbeiter mussten vorübergehend ausziehen. In den folgenden Jahren wurde nur noch ein Viertel der Flächen im Gebäude genutzt, Teile der Büros weiterhin durch die Post, vor allem jedoch die Tiefgarage als Ort für Langzeitparker. Die Mietverträge der noch im Gebäude tätigen Abteilungen der Deutschen Post AG liefen zum Jahresende 2015 aus. Im Januar 2016 teilte der Projektentwickler Hamburg-Team mit, dass das Bürogebäude abgerissen wird und dort ein Neubau entstehen soll. Vorgesehen seien dabei zu 70 Prozent Wohnungen und zu 30 Prozent Büros. Bauträger des Neubaus soll eine Kooperation unter Führung der Otto Wulff Bauunternehmung werden.

## Fotografien und Karte
Koordinaten: 53° 36′ 15″ N, 10° 0′ 58″ O

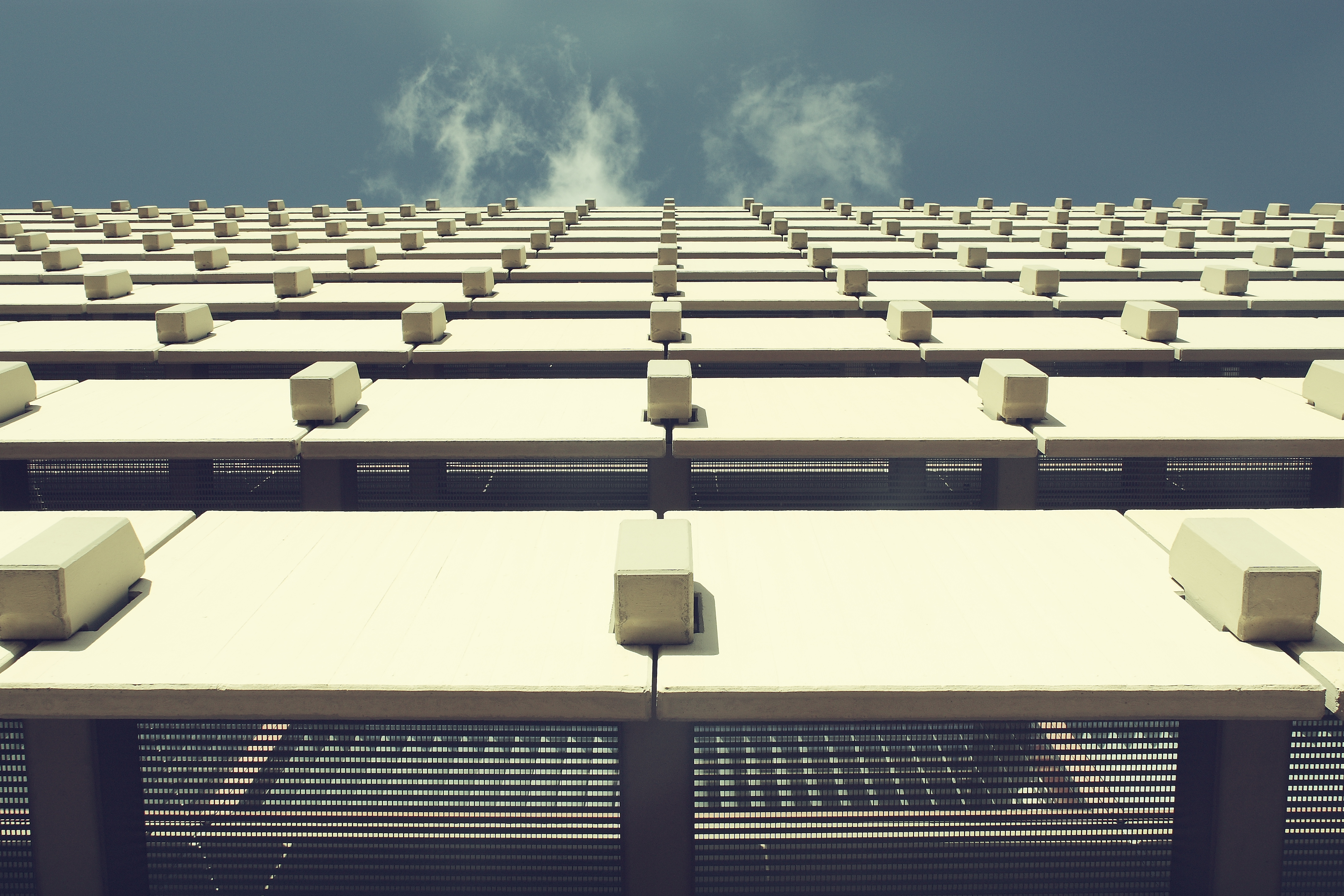
Fassade
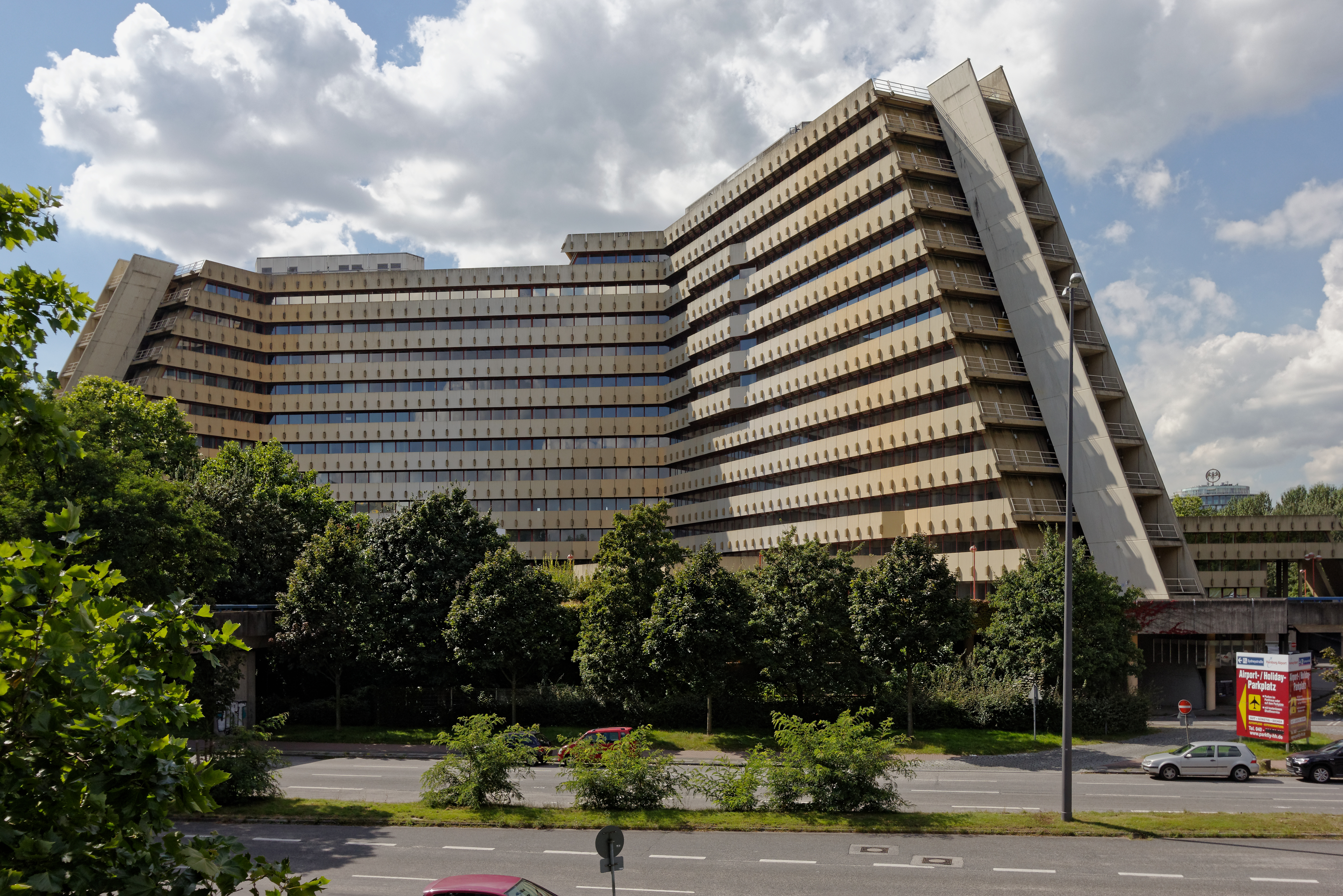
Ansicht von Osten im Jahr 2016
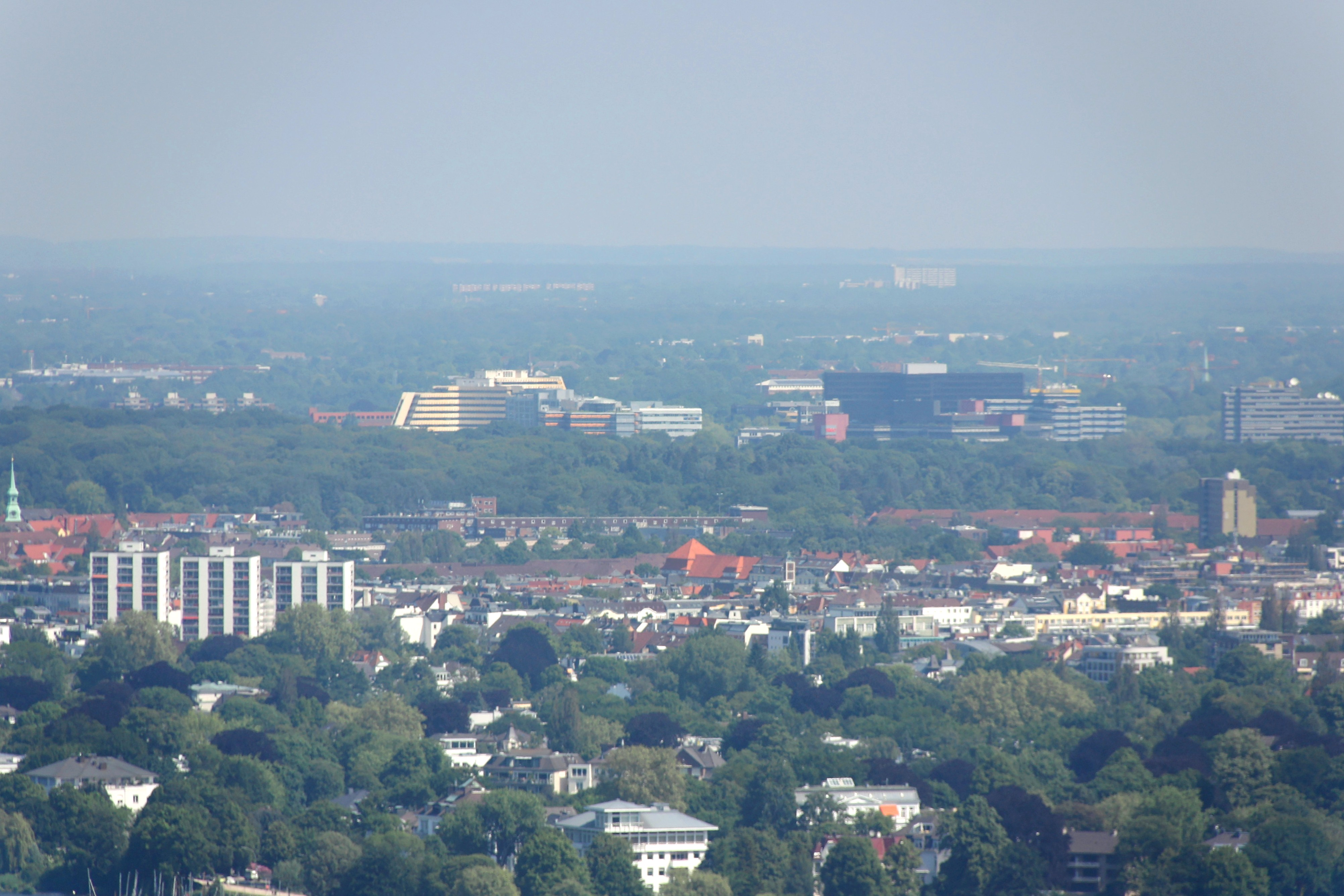
Die helle Postpyramide (Mitte links) war eines der auffälligsten Gebäude der City Nord.
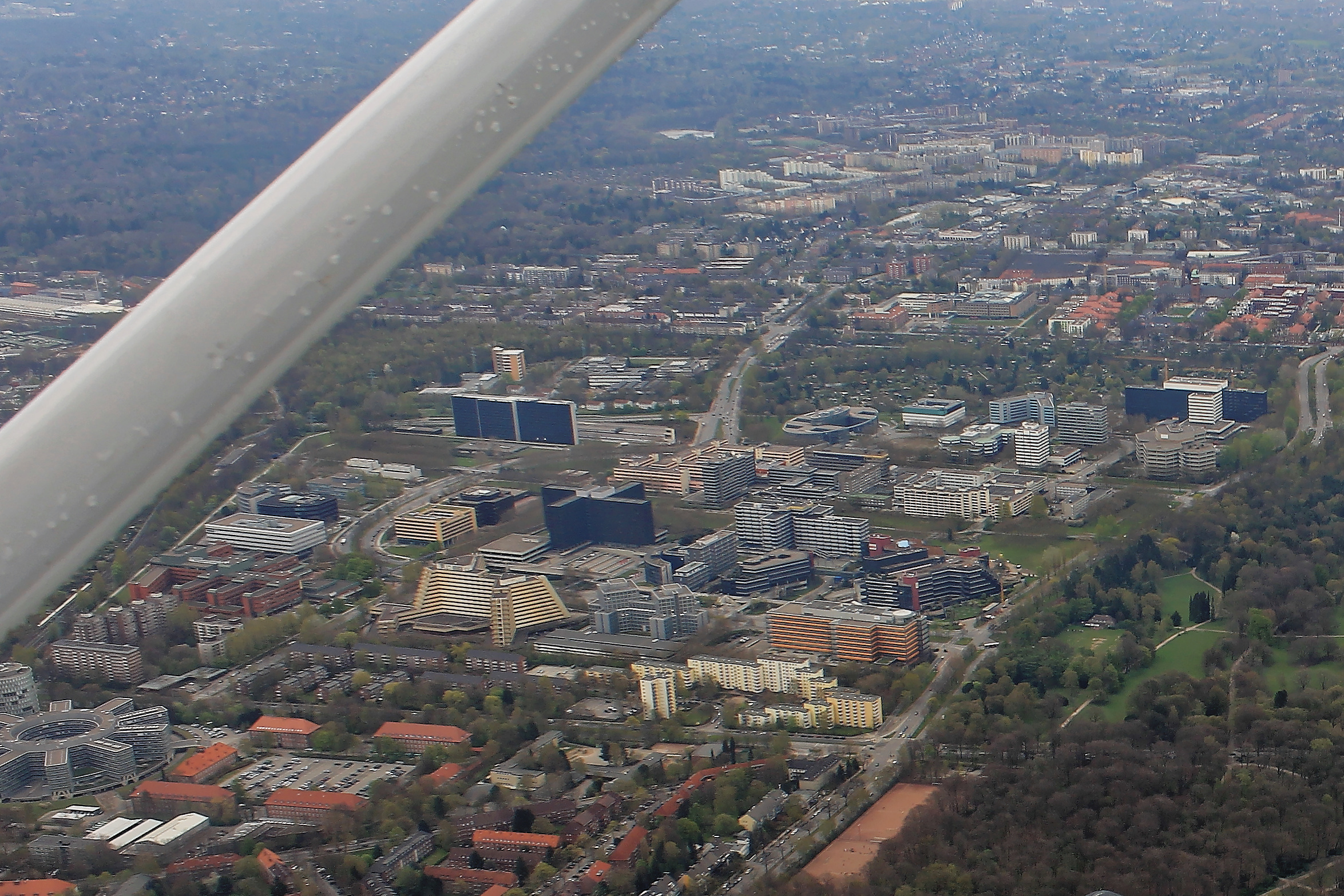
Luftaufnahme der City Nord, Postpyramide in der Mitte links
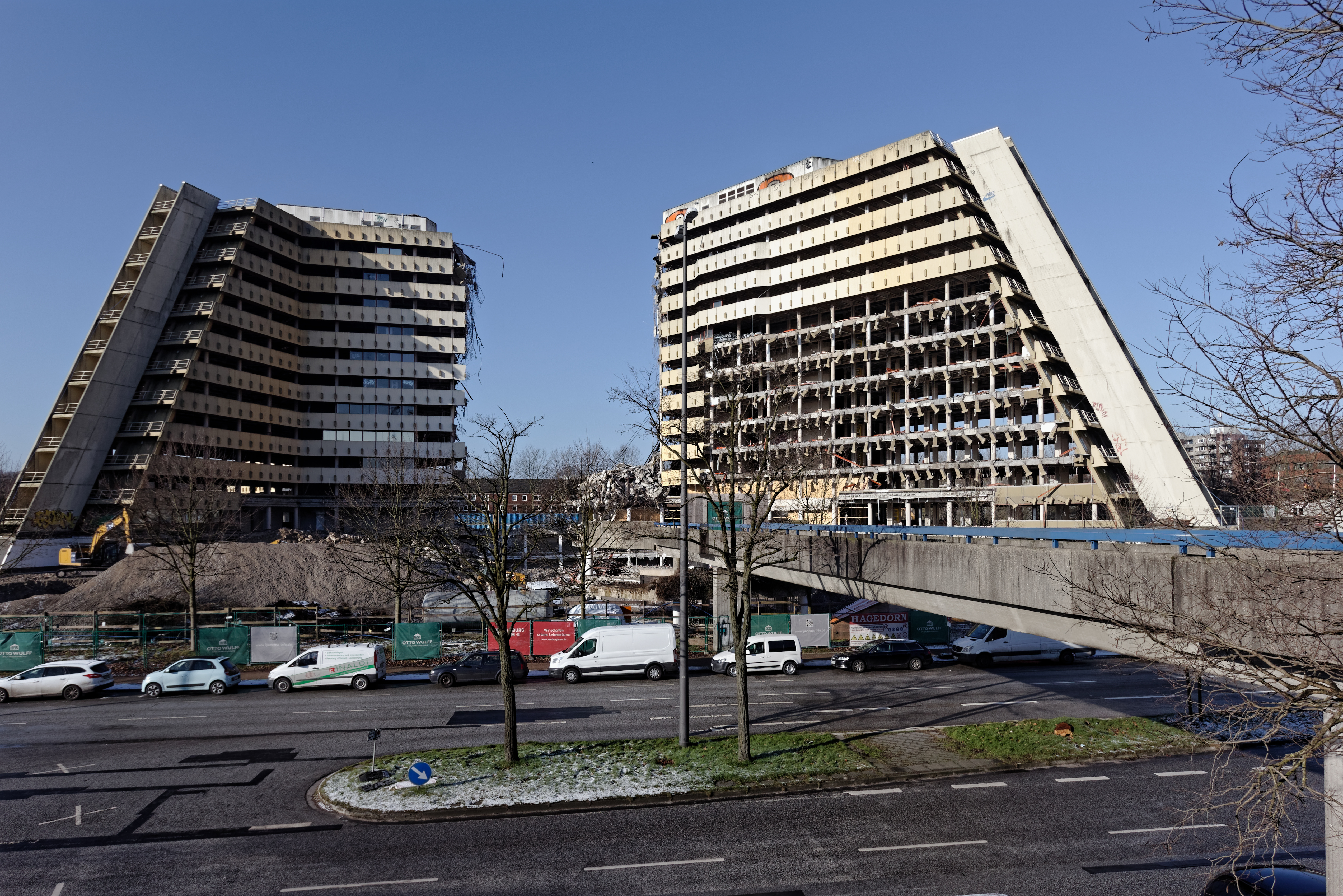
Während der Abrissarbeiten, Februar 2018